# Arthur Schnitzler
Arthur Schnitzler (Wenen, 15 mei 1862 - aldaar, 21 oktober 1931) was een Oostenrijks huisarts en schrijver.

## Biografie
Schnitzlers vader was een bekende arts en had daarom Arthur voorbestemd voor een medische loopbaan, die Arthur gedurende tien jaar zou volgen. Schnitzler werkte onder meer als assistent in de kliniek van Freuds leermeester, Theodor Meynert en werd een expert in klinische hypnosetechnieken. 
Toen Arthur zich steeds meer tot de literatuur geroepen voelde, verzette zijn vader zich tegen de plannen van zijn zoon. 
Zijn bekendste toneelwerk is Reigen (door Martin van Amerongen in het Nederlands vertaald als Reidans) over het decadente Weense leven rond 1900. Destijds was het stuk zo controversieel dat het lange tijd niet mocht worden opgevoerd. Zijn toneelstuk Liebelei werd verfilmd in 1933 en in 1958.
Ook als prozaschrijver is Schnitzler belangrijk. Zijn novelle Leutnant Gustl (1900) is het eerste verhaal in het Duits dat helemaal als innerlijke monoloog is geschreven. Het is een satire op de huichelachtige erecode in het toenmalige Oostenrijkse leger. Traumnovelle (1926) heeft de film Eyes Wide Shut (1999) geïnspireerd.

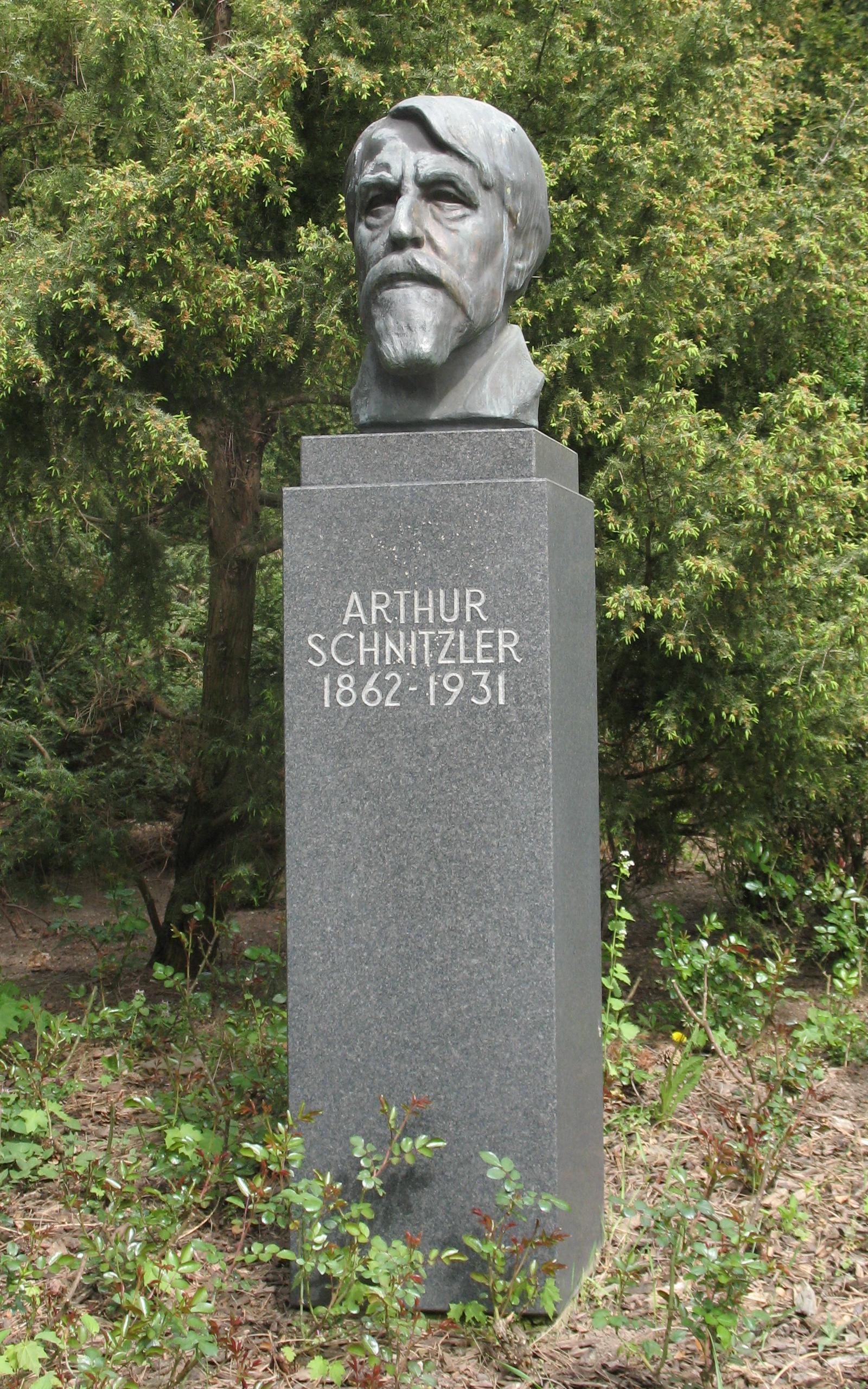
Monument in Wenen

## Opvattingen van Schnitzler
Hoewel Schnitzler de moralistische traditie aanviel, omdat deze er niet in slaagde het instinctieve te begrijpen, wees hij toch ook op de onvermijdelijke wreedheid die de instinctieve bevrediging voor het zelf en de anderen inhield.

### Verhalen, novelles & romans
- Reichtum (novelle, 1889; vertaald als Rijkdom door Jef Rademakers)
- Sterben (novelle, 1892; vertaald als Sterven door Jef Rademakers)
- Später Ruhm (novelle, 1894; vertaald als Late roem door Elly Schippers in 2015)
- Die Frau des Weisen (novelle, 1897; vertaald als De vrouw van den wijze  in 1905 en als De vrouw van de wijze door Jef Rademakers)
- Die Toten schweigen (novelle, 1897; vertaald als De doden zwijgen door Elly Schippers)
- Frau Berta Garlan (roman, 1900; vertaald als Mevrouw Bertha Garlan door J. van der Niepoort in 1919 en als De jonge weduwe door Jef Rademakers in 2020)
- Leutnant Gustl (novelle, 1900; vertaald als Luitenant Gustl door Elly Schippers)
- Der blinde Geronimo und sein Bruder (novelle, 1900; vertaald als De blinde Geronimo en zijn broeder door N. Hovens Greve-Peck in 1920)
- Der Weg ins Freie (roman, 1908; vertaald als Opgang in 1908 en als De weg naar buiten door Jef Rademakers)
- Frau Beate und ihr Sohn (novelle, 1913; vertaald als Beate en haar zoon door Jef Rademakers in 2018)
- Casanovas Heimfahrt (novelle, 1917; vertaald als Casanova's terugkeer door Alice van Nahuys in 1920 en als Casanova's thuisreis door Elly Schippers)
- Ich (novelle, 1917; vertaald als Ik door Elly Schippers)
- Doktor Gräsler, Badearzt (roman, 1917; vertaald als De dokter van het kuuroord door Jef Rademakers)
- Fräulein Else (verhaal, 1924; vertaald als Juffrouw Else door Elly Schippers)
- Traumnovelle (novelle, 1926; vertaald als Carnaval door Alice van Nahuys in 1927, als Droomnovelle door Pim Lukkenaer in 1980 en door Elly Schippers in 1999; door Stanley Kubrick verfilmd als Eyes Wide Shut)
- Spiel im Morgengrauen (verhaal, 1926/27; vertaald als Spel in de ochtendschemering door Elly Schippers)
- Therese. Chronik eines Frauenlebens (roman, 1928; vertaald als Therese, kroniek van een vrouwenleven door Pim Lukkenaer)
- Flucht in die Finsternis (verhaal, 1931; vertaald als Vlucht in de duisternis door Jef Rademakers)

### Theaterstukken
- Das Märchen (toneelstuk, 1891)
- Anatol (eenakter, 1893)
- Liebelei (toneelstuk, 1895)
- Reigen. Zehn Dialoge (komedie, 1896/97)
- Paracelsus (toneelstuk, 1898)
- Der grüne Kakadu (groteske, 1898)
- Die Gefährtin (drama, 1898)
- Freiwild: Schauspiel in 3 Akten (1898)
- Der Schleier der Beatrice (drama, 1899)
- Die Frau mit dem Dolche (drama, 1900)
- Lebendige Stunden (drama, 1901)
- Die letzten Masken (drama, 1901)
- Literatur (Drama, 1901)
- Der einsame Weg (toneelstuk, 1904)
- Der Ruf des Lebens (drama, 1906)
- Komtesse Mizzi oder Der Familientag (toneelstuk, 1909)
- Der junge Medardus (toneelstuk, 1910)
- Das weite Land (tragikomedie, 1911)
- Professor Bernhardi (toneelstuk, 1912)
- Fink und Fliederbusch (komedie 1916)
- Komödie der Verführung (toneelstuk, 1924)

### Autobiografie
- Jugend in Wien (uitgegeven in 1968)

### Dagboeken
- Tagebuch 1879-1931 (uitgegeven: 1981-2000)
- Briefe 1875-1912 (uitgegeven: 1981)
- Briefe 1913-1931 (uitgeven: 1984)